# Rauiella bornii
Rauiella bornii là một loài Rêu trong họ Thuidiaceae. Loài này được (Herzog) F.J. Herm. miêu tả khoa học đầu tiên năm 1976.